# Darko Kovačević
Darko Kovačević (en serbi: Дарко Ковачевић) (nascut el 18 de novembre de 1973 a Kovin, Sèrbia) és un exfutbolista serbi que jugava de davanter centre.

## Trajectòria
Va començar la seua carrera al FK Proleter de Zrenjanin, on ja va deixar l'empremta de la seua qualitat, i prompte va ser fitxat per un dels grans de la lliga iugolsva, l'Estrella Roja de Belgrad. A l'equip capitalí Kovacevic va seguir la seua ratxa golejadora, marcant 37 dianes en 47 partits. Al desembre de 1995 arribaria a la Premier League de la mà del Sheffield Wednesday FC.
L'aventura anglesa no va resultar massa reeixida, i el serbi només va marcar quatre gols en la segona meitat de la temporada 95/96, per la qual cosa, a final de campanya, va retornar a Belgrad. Però, de seguida, va trobar una segona oportunitat en una lliga potent, en aquest cas l'espanyola. Seria fitxat per la Reial Societat, que necessitava un substitut a la davantera després de la marxa de Karpin.
A Sant Sebastià, Kovacevic va recuperar el seu bon nivell de joc i va ser la referència atacant dels donostiarres en els tres anys que hi va militar. El 1999, deixava la Reial i s'hi incorporava a la Juventus FC italiana. Amb l'equip torinés, el serbi va continuar la seua estela golejadora tant a la competició domèstica com a Europa, però, el seu rendiment no era de l'agrat dels directius, que el van passar primer a la Lazio i després de nou a la Reial Societat.
En la seua segona etapa al País Basc, va militar fins a sis temporades més, marcant 51 gols a la màxima categoria. El 2007, deixa l'equip donostiarra i fitxa per l'Olympiakos FC grec, on seria un dels atacants titulars del club d'El Pireu. El 2009 li va ser diagnosticada una malaltia arterial. A hores d'ara, a pesar del consell mèdic, Kovacevic no va anunciar la seua retirada. Finalment al mes de maig del 2009 es va retirar definitivament.

## Selecció
Kovacevic va ser internacional en 59 ocasions amb la selecció iugoslava de futbol, i hi va marcar 10 gols. Va formar part del combinat del seu país que va participar en el Mundial de 1998 i l'Eurocopa del 2000.

## Títols
- Copa Iugoslava: 1995, 1996
- Lliga grega: 2007/2008
- Copa grega: 2007
- Supercopa grega: 2008